# Москаленко Дмитро Валерійович
Дмитро Валерійович Москаленко (* 1 жовтня 1975, Дніпропетровськ, нині Дніпро) — український історик і статистик футболу, спортивний журналіст, письменник, коментатор футбольних матчів.

## Біографія
Навчався у середньо-освітній школі № 23 (1982—1990) у рідному місті. Закінчив Державне музичне училище ім. Глінки (1990—1994, м. Дніпро) по класу віолончелі, також Московський державний музично-педагогічний інститут ім. Іпполітова-Іванова (1994—1999) по класу контрабаса.
Спортивною журналістикою займається з серпня 1999 року. Наступні 6 років працював у Підмосков'ї.
Прес-аташе та адміністратор футбольного клубу «Торгмаш» (Люберци) (КФК) (1999—2001)

Начальник команди футбольного клубу «Мелодія» (Апрєлєвка) (КФК) (2002—2004)

Начальник команди дитячого футбольного клубу «Звєзда» (Люберци) (2002—2005)

Начальник команди у міні-футбольних клубах «Люберци» (2001), «Пріаліт» (Реутов) (2002-03), «Перекрьосток» (Котельники) (2003-05) (усі виступали у 1 лізі чемпіонату Росії).

Прес-аташе Федерації футболу Московської області (2002—2005)

Очолював комітет арбітрів Федерації футболу Люберецького району (2001—2004)

Футбольний арбітр 1 категорії Росії

Очолював комітет по проведенню дитячо-юнацьких змагань у Федерації футболу Люберецького району (2002—2004)

Редактор газети «Міні-футбол Подмосковья» (2002)

Член Клубу любителів історії та статистики футболу (КЛІСФ) з 2003 року.

З 1999 по 2005 роки його статті друкувались у багатьох виданнях: «Спорт-Експрес», московський випуск «Совєтского спорта», «Футбол-Ревю», «Футбол Подмосковья», «Люберецкая газета», «Реут» та інших.
З 1 липня 2005 року знову мешкає у Дніпропетровську.

Редактор журналу «Наш Футбол» (2005)
19 грудня 2005 року — 1 березня 2015 року — спортивний оглядач 11 каналу.
Листопад 2007 року — вересень 2008 року — прес-аташе БК «Дніпро»
1 серпня 2012 року — 1 жовтня 2015 року — прес-секретар Академії ФК «Дніпро» (Дніпропетровськ)
Грудень 2012 року — грудень 2014 року — член КДК Федерації футболу міста Дніпропетровськ.
4 серпня 2016 року — 18 липня 2017 року прес-секретар ПФК «Сталь» (Кам'янське) 
Вересень 2017 – червень 2024 року – редактор офіційного сайту СК «Дніпро-1» (Дніпро) 
Грудень 2017 – липень 2021 року – редактор офіційного сайту «Кристал» (Губиниха)
Серпень 2018 – травень 2021 року – прес-секретар ФК «Перемога» (Дніпро)
З 1 липня 2021 року – 1 липня 2023 року - прес-секретар ФК «Скорук» (Томаківка, Нікопольський район)
З 7 квітня 2024 року заступник президента і секретар Асоціації спортивних журналістів Дніпропетровської області. 
У 2008 році закінчив Дніпропетровський національний університет ім. О. Гончара (журналістика).

Його статті друкувались у багатьох виданнях: «Футбол», «Спорт-Експрес в Україні», «Команда», «Український футбол», «Газета по-дніпровськи», «Газета по-київськи», «Комсомольська правда в Україні», «Експедиція 21 століття» та інших. У минулому колумніст сайту football.ua.

## Авторські праці
- Історія футболу у Дніпропетровську від «Алькора» до «Дніпра» у двох томах. Перший том виданий у 2011 році, а другий в 2012. У співавторстві з Віталієм Конончуком у 2000—2001 роках видано три книги: «Кубок СРСР 1981 року», «Кубок СРСР 1982 року» та «Кубок СРСР 1983 року».
- Автор і режисер документальних фільмів:
- 2007  - «Перерваний політ»  пам’яті Сергія Перхуна,
- 2015 – «Згадуйте мене» пам’яті Вадима Тищенка,
- 2016 – «Віктор Кузнецов – легенда дніпродзержинського футболу»
- 2017 – «В’ячеслав Грозний – 20 років потому»
- 2017 – «70 років одеському театру Музкомедії» (2 серії)
- 2017 – «Підсумки футбольного року - Федерація футболу Дніпропетровської області 2017»
- 2018 – «Підсумки футбольного року - Федерація футболу Дніпропетровської області 2018»
- 2019 – «Підсумки футбольного року - Асоціація футболу Дніпропетровської області 2019»
- 2020 - «Засновнику ДЮСШ Парус Борису Афанасьєву - 85 років»
- 2021 -  «Відділення футболу ДВУФК: історія, сучасність, перспективи...»
- 2021 -  «Історія Олімпійського руху Дніпропетровщини»
- Цикл серії фільмів «Легенди великого клубу» проекту «По той бік поля», присвяченого 100-річчю футбольного клубу «Дніпро»
- 2017 – «Олександр Лисенко» (2 серії)
- 2017 – «Дачні історії: Валерій Лапшин і К»
- 2018 – «Андрій Полунін»
- 2018 – «Сергій Пучков»
- 2018 – «Євген Яровенко» (2 серії)
- 2018 – «Микола Федоренко» (2 серії)
- 2018 – «Олег Таран» (2 серії)
- 2018 – «Олексій Чередник» (2 серії)
- 2019 – «Володимир Ємець» (2 серії)
- 2019 – «Володимир Лютий»
- 2019 – «Антон Шох» (2 серії)
- 2020 – «Петро Кутузов» (2 серії)
- 2020 – 45 років СДЮШОР «Дніпро-75»
- 2020 – «Микола Кудрицький»

## Визнання
- Перший том книги «От „Алькора“ до „Днепра“ потрапив до шістки найкращих книг України 2011 року в номінації „Обрії“ у розділі науково-популярна література / публіцистика[1].
- У 2011,2015 роках лауреат премії „Найкращий спортивний журналіст Дніпропетровська“[2].
- У 2011 році нагороджений призом «За вірність спортивний журналістиці» АСЖУ[3].
- Другий том книги "От «Алькора» до «Днепра» визнано найкращою спортивною книгою України 2012 року[4].
- У 2018 році лауреат премії PRESSZVANIE в категорії «Соціум» в номінації «Спорт» (3 місце)
- У 2019 році лауреат премії PRESSZVANIE в категорії «Соціум» в номінації «Спорт» (3 місце)
- У 2019 році лауреат номінації «Патріот рідного краю» Дніпропетровської обласної організації НСЖУ
- Вересень 2020 року. Увійшов до списку 115 найвизначніших спортивних журналістів різних історичних епох у книзі-монографії Ю. О. Сазонової «Спортивна журналістика України: провідні персоналії та основні  газетно-журнальні видання (ХІХ–ХХІ ст.)» (Миколаїв,2020)
- 21 червня 2023 року переможець «Премії за вірність футболу» за багаторічне служіння футболу серед журналістів, які висвітлюють турнір та діяльність ПФЛ України
- За підсумками 2024 року став лауреатом референдуму «Золоте перо» України (традиційно проводить «Український футбол») серед пишучих спортивних журналістів (сайти, газети, журнали), де розділив 42-53 місця.

### Відео
- «Спортивним журналістом року став оглядач 11-го каналу Дмитро Москаленко»[недоступне посилання з липня 2019]
- Дмитро Москаленко: «Історії з Бородою» [Архівовано 29 вересня 2016 у Wayback Machine.]
- "По той бік поля: золоті сторінки «Дніпра» [Архівовано 1 жовтня 2016 у Wayback Machine.]
- «В гостях у программы Дніпро-Футбол» [Архівовано 12 липня 2013 у Wayback Machine.]